# 橋本宏
橋本 宏（はしもと ひろし、昭和16年（1941年）6月22日 - ）は、日本の外務官僚。首相を務めた橋本龍太郎は従兄で、橋本内閣で創設された沖縄大使を務めた。外務報道官、駐オーストリア特命全権大使、社団法人霞関会理事長、公営財団法人日本国際フォーラム理事長等を歴任。東京生まれ。鎌倉市育ち。

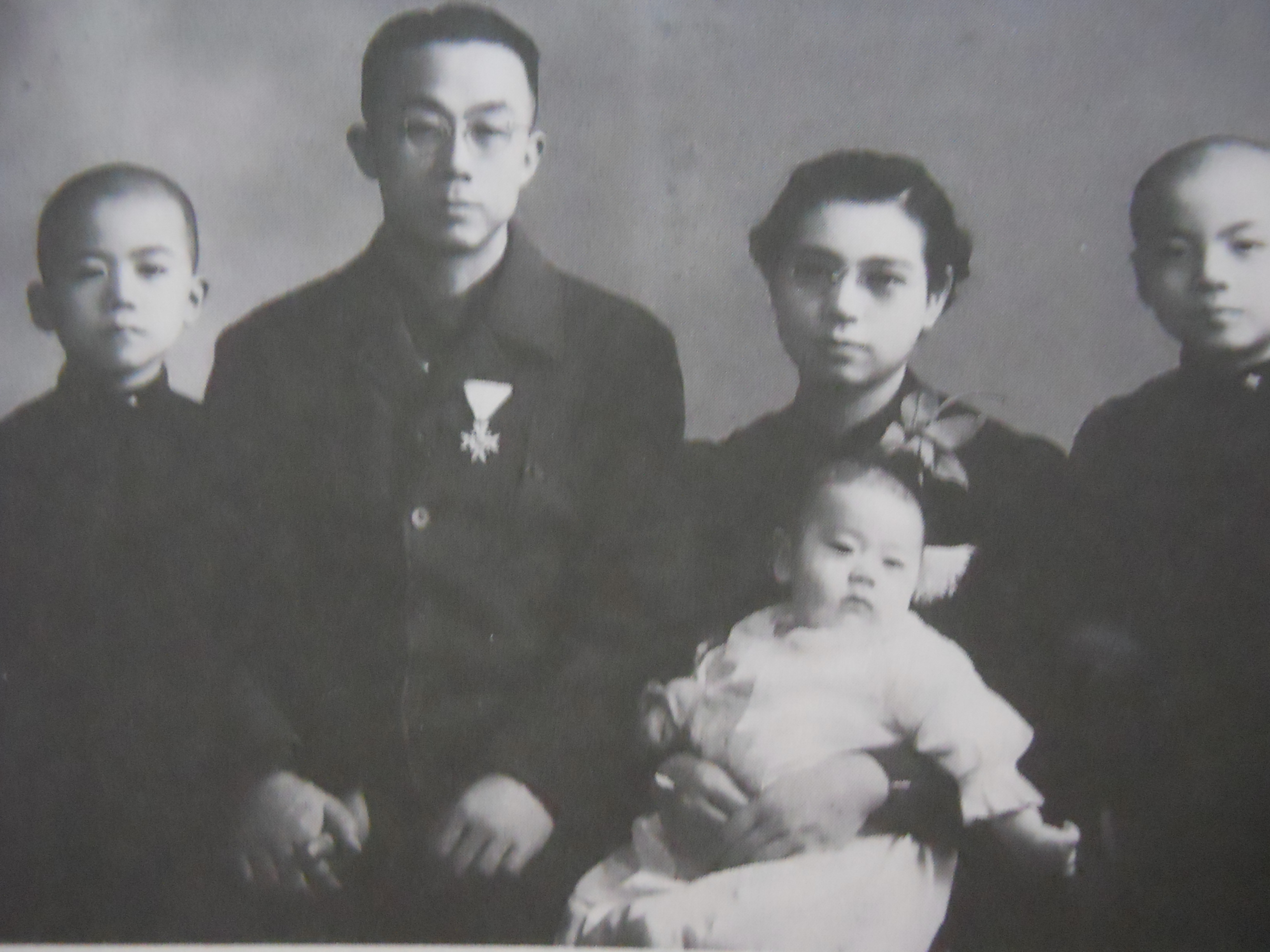
左から兄・明、父・乾三、母・千代に抱かれる宏、兄・實
（昭和16年（1941年）撮影）

大日本麦酒（現・サッポロビール）の常務を務めた橋本卯太郎は祖父。NKK常務を務めた橋本實やジャーナリストの橋本明は兄。橋本大二郎は従兄弟。モルガン・スタンレー・キャピタル・グループ代表取締役の橋本幸子は娘である。橋本内閣の内閣総理大臣秘書官などを務めた外交官の岡本行夫は高校・大学・外務省の4年後輩。

## 略歴
- 1941年:検事・橋本乾三と妻・千代の三男として生まれる
- 1960年:神奈川県立湘南高等学校卒業[3]
- 1964年:一橋大学法学部卒業、外務省入省[2]
  - ロシア語研修（在イギリス研修を経て、1966年 モスクワ大学経済学部日本側派遣研究員[4]）
  - 在ソ連大使館三等書記官
  - 在ソ連大使館一等書記官
- 1978年:在ニュージーランド大使館参事官
- 1981年:アジア局地域政策課長
- 1982年:アジア局南東アジア第二課長
- 1984年:経済協力局有償資金協力課長
- 1985年:在マレーシア大使館参事官
- 1988年:在イギリス大使館公使兼ロンドン総領事
- 1990年:大臣官房審議官（経済協力局担当）
- 1993年:在アメリカ合衆国大使館特命全権公使
- 1995年:大臣官房外務報道官
- 1998年:駐シンガポール特命全権大使[2]
- 2001年:特命全権大使沖縄担当
- 2003年:駐オーストリア兼在ボスニア・ヘルツェゴビナ兼在マケドニア特命全権大使
- 2006年:退官[2]
  - 伊藤忠商事株式会社顧問、XL保険東京首席駐在員[2]
- 2006年11月30日 - 2008年11月29日 日本ユニセフ協会常務理事
- 2009年5月25日:社団法人霞関会理事長（第26代）
- 2017年 公益財団法人日本国際フォーラム理事長（第3代）、グローバル・フォーラム執行世話人、東アジア共同体評議会会長[5]
  - 公益財団法人日本ユニセフ協会評議員[6]

## 著書
- 『普天間飛行場、どう取り戻す?: 対立か協調かの選択肢 』時事通信出版局 2020年

## 外務省の同期
外務省入省同期には以下のような人物がいる。
- 加藤紘一（政治家）
- 法眼健作（国連事務次長）
- 川島裕（外務事務次官）
- 松尾克俊（外務省要人外国訪問支援室長）
- 林暘（駐伊大使、条約局長）
- 佐藤俊一（駐ベルギー大使、中南米局長、東大養卒）
- 伊集院明夫（駐墺大使、法務省入国管理局長、東大養卒）
- 原口幸市（拉致問題担当大使、外務審議官経済担当、東大養卒）
- 林安英（駐パプアニューギニア大使、東大文卒）
- 金子熊夫（東海大教授）